# Kiss (album van Carly Rae Jepsen)
Kiss is het tweede studioalbum van de Canadese zangeres Carly Rae Jepsen. Dit is haar eerste internationaal uitgebrachte album. Het album bereikte in Amerika de nummer 10-positie, terwijl het in Nederland nummer 47 bereikte. Het album bevat 12 nummers, waaronder Call Me Maybe, Good Time, This Kiss en Tonight I'm getting over you.

## Achtergrond
Jepsen heeft gewerkt met producers zoals Max Martin, Dallas Austin, LMFAO 's Redfoo, Toby Gad, Billy Ray Cyrus, Josh Abraham, Marianas Trench, Ryan Stewart, Marianas Trench zanger Josh Ramsay, Fake Shark Real Zombie zanger Kevin James Maher, Oliver Goldstein, Cory Enemy, Mighty Mike, en Matthew Koma. Ze werkte ook samen met Adam Young van het Amerikaanse elektronica muziekproject Owl City op Good Time, die op nummer acht piekte in de Billboard Hot 100, en met haar mentor Justin Bieber, waarmee ze de single Beautiful uitbracht. Op dit album staat een single die eveneens op de ep Curiosity te horen is, genaamd Call Me Maybe.

## Singles
- Call Me Maybe is de leadsingle van het album, uitgebracht in Nederland op 20 februari 2012. De single werd in 17 landen een nummer 1-hit. Het bereikte de nummer 2-positie in Nederland en was de internationale doorbraak van Jepsen. Omdat de single 20 weken in de top 10 bleef staan, werd het in Nederland de grootste hit van 2012. De single is ook te horen op de soundtrack van de K3-film K3 Bengeltjes. Ook in België bereikte de single de nummer 2-positie. De single is een Alarmschijf geworden op Radio 538. De single is een van de bestverkochte singles van 2012 in Nederland en is daarom ook goud bekroond in Nederland.
- Good Time is een duet met Carly Rae Jepsen en Owl City en de tweede single van het album. Op 26 juni 2012 werd de single uitgebracht. In drie landen werd het een nummer 1-hit. In Nederland bereikte het de nummer 7-positie en in België de nummer 6-positie. Deze single was ook internationaal succesvol. De single werd tevens een Alarmschijf op Radio 538. Het lied werd gedraaid in het programmaonderdeel repeat of niet van Q-music.
- This Kiss is de derde single van het album en uitgebracht in Nederland op 1 oktober 2012. Deze single bereikte minder succes, maar de single kreeg wel een hitnotering in Nederland. Tevens werd de single een Alarmschijf op Radio 538. This Kiss kreeg positieve beoordelingen van critici.
- Tonight I'm Getting Over You is de vierde single van het album, voor het eerst uitgebracht op 21 januari 2013 in Frankrijk. Op 19 februari werd de single in Amerika uitgebracht. Op 2 maart 2013 kwam de single binnen in de Nederlandse en de Vlaamse hitlijsten.

## Hitnoteringen

### Singles

#### Nederlandse Top 40
| Single met eventuele hitnotering(en) in de Nederlandse Top 40 | Datum van verschijnen | Datum van binnenkomst | Hoogste positie | Aantal weken | Opmerkingen                                                      |
| ------------------------------------------------------------- | --------------------- | --------------------- | --------------- | ------------ | ---------------------------------------------------------------- |
| Call Me Maybe                                                 | 20-02-2012            | 24-03-2012            | 2               | 29           | Nr. 2 in de Single Top 100 / Alarmschijf / Hit van het jaar 2012 |
| Good Time                                                     | 26-06-2012            | 28-07-2012            | 7               | 20           | met Owl City / Nr. 15 in de Single Top 100 / Alarmschijf         |
| This Kiss                                                     | 01-10-2012            | 08-12-2012            | 28              | 4            | Nr. 58 in de Single Top 100 / Alarmschijf                        |
| Tonight I'm getting over you                                  | 2013                  | 02-03-2013            | 29              | 3            | Nr. 44 in de Single Top 100 / Alarmschijf                        |

#### Vlaamse Ultratop 50
| Single met hitnotering(en) in de Vlaamse Ultratop 50 | Datum van verschijnen | Datum van binnenkomst | Hoogste positie | Aantal weken | Opmerkingen                               |
| ---------------------------------------------------- | --------------------- | --------------------- | --------------- | ------------ | ----------------------------------------- |
| Call Me Maybe                                        | 2012                  | 17-03-2012            | 2               | 36           | Nr. 2 in de Radio 2 Top 30 / Platina      |
| Good Time                                            | 2012                  | 04-08-2012            | 6               | 16           | met Owl City / Nr. 3 in de Radio 2 Top 30 |
| This Kiss                                            | 2012                  | 10-11-2012            | tip1            | -            | Nr. 21 in de Radio 2 Top 30               |
| Tonight I'm getting over you                         | 2013                  | 02-03-2013            | tip6            | -            |                                           |

## Promotie

### Televisieconcerten

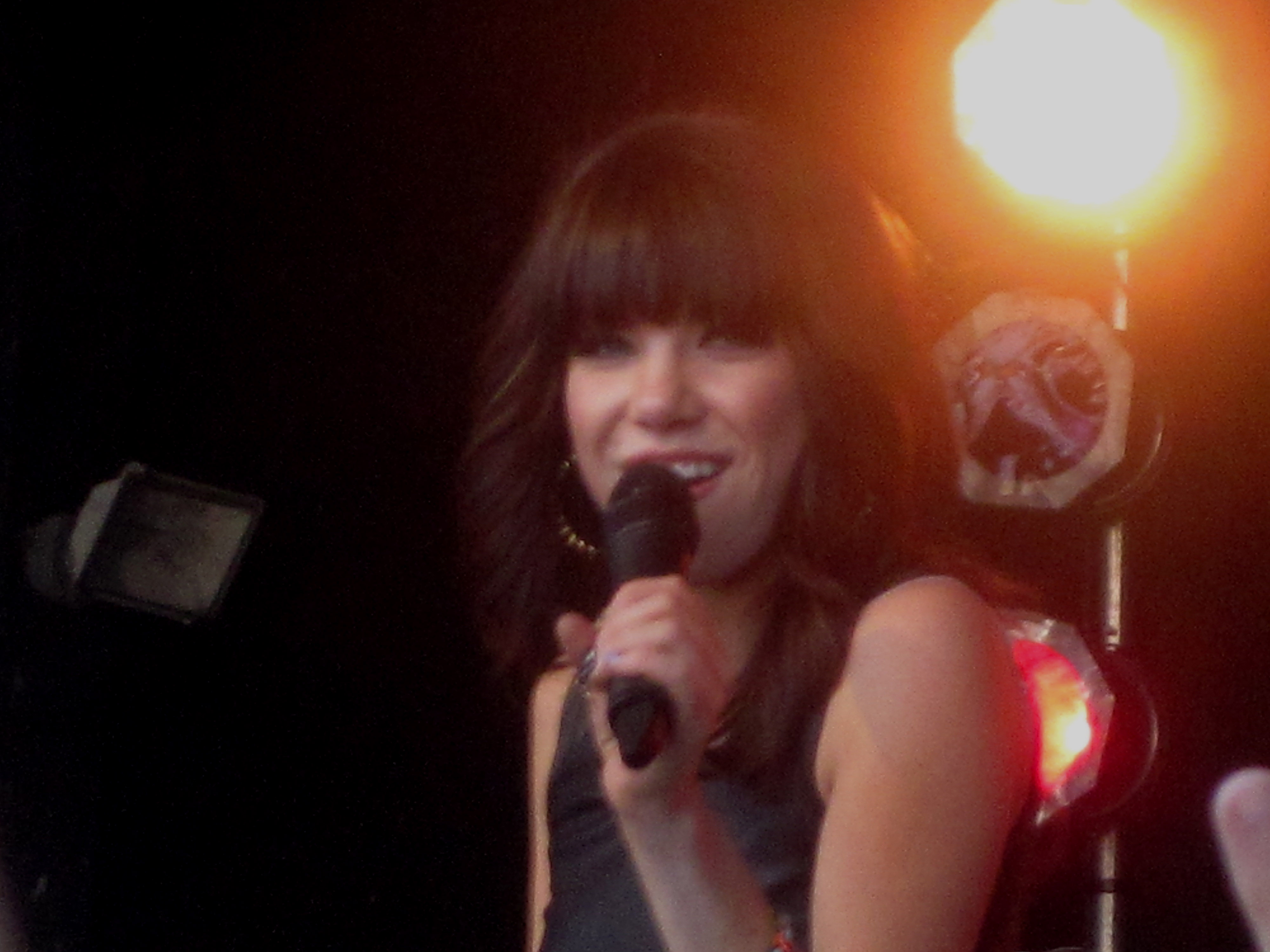
Jepsen tijdens een optreden

Om het album te promoten verscheen Carly bij verschillende prijsuitreikingen, waaronder de Billboard Music Awards, de MuchMusic Video Awards, de Theen Choice Awards, de MTV Europe Awards en verschillende andere. Ze trad ook op bij televisieoptredens, waaronder America's Got Talent (seizoen 7), Today, Arthur Ashe Kids Day, The Tonight Show met Jay Leno, US Open, Conan en nog veel andere. Ze zong tijdens alle prijsuitreikingen en televisieoptredens de singles Call Me Maybe, Good Time, This Kiss en Tonight I'm Getting Over you. Op 24 februari in Amerika verscheen ze op tv in de Amerikaanse televisieserie Shake It Up, waar ze de single Sweetie zong.

### Believe Tour
Jepsen wilde haar album promoten tijdens Justin Biebers Believe Tour in Noord-Amerika, Ierland en het Verenigd Koninkrijk.  Tijdens de Believe Tour voerde Jepsen Sweetie, Tiny Little Bows, Good Time met Cody Simpson, Tonight I'm Getting Over You, Curiosity, This Kiss, Your Heart is a Muscle, Hurt So Good, Call Me Maybe en Beautiful uit met Bieber.

## Tracklist
| Nr. | Titel                         | Schrijver(s)                                                                    | Producer(s)                         | Duur |
| --- | ----------------------------- | ------------------------------------------------------------------------------- | ----------------------------------- | ---- |
| 1.  | Tiny Little Bows              | Carly Rae Jepsen, Dallas Austin, Tavish Crowe, Sam Cooke                        | Austin, Cory Enemy                  | 3:22 |
| 2.  | This Kiss                     | Jepsen, Matthew Koma, Stefan Kendal Gordy, Kelly Covell                         | Redfoo, Koma                        | 3:49 |
| 3.  | Call Me Maybe                 | Jepsen, Josh Ramsay, Crowe                                                      | Ramsay                              | 3:13 |
| 4.  | Curiosity (Kiss Remix)        | Jepsen, Ryan Stewart                                                            | Austin, Enemy, Stewart, Mighty Mike | 3:33 |
| 5.  | Good Time (met Owl City)      | Adam Young, Matthew Thiessen, Brian Lee                                         | Young                               | 3:25 |
| 6.  | More than a Memory            | Jepsen, Koma, Gordy                                                             | Koma                                | 4:02 |
| 7.  | Turn Me Up                    | Jepsen, Bonnie McKee, Josh Abraham, Oliver Goldstein, Kevin James Maher         | Abraham, Oligee, Enemy*             | 3:44 |
| 8.  | Hurt So Good                  | Jepsen, Koma                                                                    | Koma                                | 3:09 |
| 9.  | Beautiful (met Justin Bieber) | Toby Gad, Justin Bieber, Alex Lambert                                           | Gad                                 | 3:18 |
| 10. | Tonight I'm Getting Over You  | Jepsen, Lukas Hilbert, Max Martin, Clarence Coffee Jr., Shiloh, Katerina Loules | Martin, Hilbert                     | 3:39 |
| 11. | Guitar String / Wedding Ring  | Jepsen, Ramsay, Crowe                                                           | Ramsay                              | 3:27 |
| 12. | Your Heart Is a Muscle        | Jepsen, Gad                                                                     | Gad                                 | 3:50 |

## Uitgaven
| Region              | Date              | Format                         | Label      |
| ------------------- | ----------------- | ------------------------------ | ---------- |
| Nederland           | 13 september 2012 | Cd, muziekdownload             | A&M        |
| Nieuw-Zeeland       | 14 september 2012 | Cd, muziekdownload             | Universal  |
| Australië           | 14 september 2012 | Cd, muziekdownload             | Universal  |
| Duitsland           | 14 september 2012 | Cd, muziekdownload             | Universal  |
| Mexico              | 17 september 2012 | Cd, muziekdownload             | Universal  |
| Frankrijk           | 17 september 2012 | Cd, muziekdownload             | Polydor    |
| Verenigd Koninkrijk | 17 september 2012 | Cd, muziekdownload             | Polydor    |
| Ierland             | 17 september 2012 | Cd, muziekdownload             | Interscope |
| Amerika             | 18 september 2012 | Cd, muziekdownload             | Interscope |
| Italië              | 18 september 2012 | Cd, muziekdownload             | Interscope |
| Canada              | 18 september 2012 | Cd, muziekdownload             | 604        |
| Japan               | 19 september 2012 | Cd, cd+dvd, digital download   | Universal  |
| Brazilië            | 21 september 2012 | Cd, muziekdownload, deluxe     | Universal  |
| Rusland             | 24 september 2012 | Cd, muziekdownload             | Universal  |
| Taiwan              | 28 oktober 2012   | digital download               | Avex Trax  |
| Japan               | 1 februari 2013   | digital download (Tour Editie) | Universal  |